# Мораиш, Тиагу
Тиагу Фонтура да Фонсека Мораиш (порт. Tiago Fontoura da Fonseca Morais; род. 3 сентября 2003, Эшпинью) — португальский футболист, нападающий клуба «Лилль», выступающий на правах аренды за клуб «Риу Аве».

## Футбольная карьера
Тиагу - уроженец города Эшпинью, португальского города, центра одноимённого муниципалитета в составе округа Авейру. Занимался футболом в академиях «Боавишты», «Падроэнсе» и «Бенфики». С сезона 2020/2021 тренируется вместе с основной командой «Боавишты». 28 декабря 2020 года дебютировал в профессиональном футболе в поединке чемпионата Португалии против «Браги», выйдя на поле на замену на 79-й минуте вместо Яниса Амаша. В возрасте 17 лет и 3 месяцев стал самым молодым игроком «Боавишты», когда-либо появлявшемся на поле в португальской Примейре.